# Again and Again (chanson de Basto)
Pour les articles homonymes, voir Again and Again.
Singles de Basto
Gregory's Theme
(2011) Cloudbreaker
(2012)
Again and Again (en français « encore et encore ») est une chanson de house du DJ belge Basto sortie le 17 octobre 2011, il s'agit d'une reprise de la chanson Gregory's Theme sortie la même année avec un instrumental différent. La chanson a été écrite et produite par Jef Martens (Basto). Elle est largement inspirée par le titre Bromance (Seek Bromance) du producteur et DJ suédois Avicii.

## Clip vidéo
Le clip vidéo sort le 21 septembre 2011 sur le site de partage YouTube sur le compte du label de musique électronique Spinnin’ Records, la vidéo a été visionnée 5.3 millions de fois. On y voit le DJ Basto mixant au festival de musique Tomorrowland en Belgique.

## Liste des pistes
Promo Digital ARS
1. Again And Again (Radio Edit) - 3:01
2. Again And Again (Extended Mix) - 5:07

### Classement par pays
| Classement (2011-2012)                 | Meilleure position |
| -------------------------------------- | ------------------ |
| Suisse (Schweizer Hitparade)           | 22                 |
| France (SNEP)                          | 18                 |
| Pays-Bas (Nederlandse Top 40)          | 42                 |
| Belgique (Flandre Ultratop 50 Singles) | 22                 |
| France (Club 40)                       | 5                  |